# Isòtops del crom
El crom (Cr) natural es compon de tres isòtops estables; 52Cr, 53Cr, 54Cr i 52Cr sent aquest darrer el més abundant (83.789% abundància natural). S'han caracteritzat dinou radioisòtops sent els més estables el 50Cr (i també natural en un 4.345%) amb un període de semidesintegració de més de 1.8x1017 anys, i51Cr amb un període de semidesintegració de 27,7 dies. La resta d'isòtops radioactius tenen uns períodes de semidesintegració inferiors a les 24 hores i la majoria menor d'un minut. Aquest element també té dos isòmers nuclears.
El 53Cr és el producte de desintegració radiogènic del 53Mn. Els isòtops de crom es combinen normalment amb isòtops de manganès i tenen aplicació en geologia. Les ràtios dels isòtops de Mn-Cr reforcen les proves de l'26Al i 107Pd per la història primerenca del sistema solar. Les variacions en les ràtios de 53Cr/52Cr i Mn/Cr de diferents meteorits indiquen una ràtio inicial que suggereix que la sistemàtica dels isòtops de Mn-Cr podria resultar d'una desintegració del 53Mn in situ en cossos planetaris diferenciats. El 53Cr proveeix proves addicionals per als processos de nucleosíntesi immediatament anteriors a la formació del sistema solar. El mateix isòtop està involucrat en certes reaccions de lixiviació permetent així que la seva abundància en els sediments marins s'usi com a proxy per a concentracions d'oxigen atmosfèric.
Els isòtops de crom varien en pes atòmic de u (43Cr) s 67 u (67Cr). El mode de desintegració primari abans de l'isòtop estable més estable, el 52Cr, és la captura electrònica i el mode primari per als posteriors és l'emissió beta.

Massa atòmica estàndard: 51.9961(6) u

## Taula
| Símbol del núclid | Z(p)                | N(n)                | massa isotòpica(u)  | període de semidesintegració | Espín nuclear | composició isotòpics representativa (fracció molar) | rang de variació natural (fracció molar) |
| Símbol del núclid | energia d'excitació | energia d'excitació | energia d'excitació | període de semidesintegració | Espín nuclear | composició isotòpics representativa (fracció molar) | rang de variació natural (fracció molar) |
| ----------------- | ------------------- | ------------------- | ------------------- | ---------------------------- | ------------- | --------------------------------------------------- | ---------------------------------------- |
| 42Cr              | 24                  | 18                  | 42.00643(32)#       | 14(3) ms [13(+4-2) ms]       | 0+            |                                                     |                                          |
| 43Cr              | 24                  | 19                  | 42.99771(24)#       | 21.6(7) ms                   | (3/2+)        |                                                     |                                          |
| 44Cr              | 24                  | 20                  | 43.98555(5)#        | 54(4) ms [53(+4-3) ms]       | 0+            |                                                     |                                          |
| 45Cr              | 24                  | 21                  | 44.97964(54)        | 50(6) ms                     | 7/2-#         |                                                     |                                          |
| 45mCr             | 50(100)# keV        | 50(100)# keV        | 50(100)# keV        | 1# ms                        | 3/2+#         |                                                     |                                          |
| 46Cr              | 24                  | 22                  | 45.968359(21)       | 0.26(6) s                    | 0+            |                                                     |                                          |
| 47Cr              | 24                  | 23                  | 46.962900(15)       | 500(15) ms                   | 3/2-          |                                                     |                                          |
| 48Cr              | 24                  | 24                  | 47.954032(8)        | 21.56(3) h                   | 0+            |                                                     |                                          |
| 49Cr              | 24                  | 25                  | 48.9513357(26)      | 42.3(1) min                  | 5/2-          |                                                     |                                          |
| 50Cr              | 24                  | 26                  | 49.9460442(11)      | ESTABLE [>1.3E+18 a]         | 0+            | 0.04345(13)                                         | 0.04294-0.04345                          |
| 51Cr              | 24                  | 27                  | 50.9447674(11)      | 27.7025(24) d                | 7/2-          |                                                     |                                          |
| 52Cr              | 24                  | 28                  | 51.9405075(8)       | ESTABLE                      | 0+            | 0.83789(18)                                         | 0.83762-0.83790                          |
| 53Cr              | 24                  | 29                  | 52.9406494(8)       | ESTABLE                      | 3/2-          | 0.09501(17)                                         | 0.09501-0.09553                          |
| 54Cr              | 24                  | 30                  | 53.9388804(8)       | ESTABLE                      | 0+            | 0.02365(7)                                          | 0.02365-0.02391                          |
| 55Cr              | 24                  | 31                  | 54.9408397(8)       | 3.497(3) min                 | 3/2-          |                                                     |                                          |
| 56Cr              | 24                  | 32                  | 55.9406531(20)      | 5.94(10) min                 | 0+            |                                                     |                                          |
| 57Cr              | 24                  | 33                  | 56.943613(2)        | 21.1(10) s                   | (3/2-)        |                                                     |                                          |
| 58Cr              | 24                  | 34                  | 57.94435(22)        | 7.0(3) s                     | 0+            |                                                     |                                          |
| 59Cr              | 24                  | 35                  | 58.94859(26)        | 460(50) ms                   | 5/2-#         |                                                     |                                          |
| 59mCr             | 503.0(17) keV       | 503.0(17) keV       | 503.0(17) keV       | 96(20) µs                    | (9/2+)        |                                                     |                                          |
| 60Cr              | 24                  | 36                  | 59.95008(23)        | 560(60) ms                   | 0+            |                                                     |                                          |
| 61Cr              | 24                  | 37                  | 60.95472(27)        | 261(15) ms                   | 5/2-#         |                                                     |                                          |
| 62Cr              | 24                  | 38                  | 61.95661(36)        | 199(9) ms                    | 0+            |                                                     |                                          |
| 63Cr              | 24                  | 39                  | 62.96186(32)#       | 129(2) ms                    | (1/2-)#       |                                                     |                                          |
| 64Cr              | 24                  | 40                  | 63.96441(43)#       | 43(1) ms                     | 0+            |                                                     |                                          |
| 65Cr              | 24                  | 41                  | 64.97016(54)#       | 27(3) ms                     | (1/2-)#       |                                                     |                                          |
| 66Cr              | 24                  | 42                  | 65.97338(64)#       | 10(6) ms                     | 0+            |                                                     |                                          |
| 67Cr              | 24                  | 43                  | 66.97955(75)#       | 10# ms [>300 ns]             | 1/2-#         |                                                     |                                          |